# Maffiolus de Lampugnano
Maffiolus de Lampugnano z Mediolanu – włoski duchowny katolicki, krewny papieża Bonifacego IX.

## Życiorys
W październiku 1385 roku został wyznaczony przez papieża Urbana VI na Arcybiskuba Dubrowniku, 10 lipca 1387 roku został Arcybiskupem Mesyny. Około 1390 roku przyjął sakrę. W 1393 roku papież Bonifacy IX wyznaczył biskupem płocki, w 1392 roku mianowany został przezeń biskupem krakowskim. Wówczas nominacja ta wzbudziła sprzeciw króla Władysława II Jagiełły. Podobnie było z nominacją na biskupstwo płockie – nie uznała jej początkowo ani kapituła, ani płoccy książęta – wkrótce jednak zmienili oni zdanie. Maffiolus w Płocku nigdy się nie zjawił, rządy sprawował w jego imieniu wikariusz Gwidon de Ottorenghis z Furligno. Biskup zmarł 27 lipca 1396 roku w Rzymie.